# 앨런역
앨런역 (Allen Station)은 로스앤젤레스 군 광역철도의 금선역 중 하나이다. 패서디나에 있는 210호 고속도로의 중간 지점인 노스 앨런 애비뉴(North Allen Avenue) 위에 위치되어 있다.
패서디나 시립 커뮤니티 대학교(PCC)의 학생과 교수진은 이곳 앨런 역에서 PCC 메인 캠퍼스 또는 커뮤니티 교육 센터까지 이르는 셔틀 버스를 이용할 수 있다.
앨런 역은 콜로라도 대로(Colorado Boulevard)의 로즈 퍼레이드(Rose Parade) 루트에 포함된 골드 라인 역 중 하나이며 퍼레이드를 보러 오는 사람들이 많이 이용한다.

## 역 정보

### 역 구조
| 승강장 | 금선                            | ← 레이크 역 Lake ← 애틀랜틱행 (종착점행)                                    |
| 승강장 | 섬식 승강장, 왼쪽 출입문이 열림 |                                                                             |
| 승강장 | 금선                            | → 시에라 마드레 빌라 역 Sierra Madre Villa → APU/시트러스 칼리지행 (기점행) |

### 열차 운행 정보
이 역에서는 일반 시간에 지하철 운행이 오전 5시부터 시작하여 오전 12시 15분까지 운행한다.

## 연결 가능한 대중교통
| 메트로 Metro Bus          | 일반 메트로버스: 256, 686                                     |
| LADOT                     | 일반: - DASH: -                                               |
| 푸트힐 Foothill Transit   | -                                                             |
| 빅블루버스 Big Blue Bus   | -                                                             |
| 패서디나 Pasadena Transit | 10                                                            |
| 기타:                     | 패서디나 시립 커뮤니티 대학교 셔틀 버스 (학생 및 교수진 전용) |

## 역세권 정보
- 캘리포니아 공과대학교 (California Institute of Technology)
- 헌팅턴 도서관 (Huntington Library & Gardens)
- 패서디나 시립 커뮤니티 대학교 (Pasadena City College)
- 패서디나 음악원 (Pasadena Conservatory of Music)